# Atlante Fútbol Club
El Atlante Fútbol Club es un club de fútbol mexicano que juega en la Liga de Expansión. Fue fundado el 8 de diciembre de 1918 en la Ciudad de México por el líder obrero Trinidad Martínez, su hermano Refugio y Agustín Pérez. Disputa sus partidos como local en el Estadio Agustín Coruco Díaz, y los colores tradicionales de su uniforme son el azul y el granate.
Identificado popularmente como «El equipo del pueblo» por el origen social de sus fundadores, que integraban sectores de las capas populares (obreros y comerciantes) en barrios humildes de la Ciudad de México.
Cuenta en su palmarés con 3 títulos de Liga, 2 de Copa México y 1 de Campeón de Campeones; en el ámbito internacional obtuvo en dos ocasiones la Liga de Campeones de la Concacaf. En divisiones inferiores ostenta dos títulos de la 2.ª División, tres de la Liga de Expansión MX y uno del Campeón de Campeones de la Liga de Expansión. En el periodo previo a 1943 ganó dos campeonatos de liga, uno de Copa México y uno del Campeón de Campeones.
Es el equipo con mayor cantidad de mudanzas, ya que cambió de ciudad en siete ocasiones: de la Ciudad de México a Querétaro en 1989-90 (descendió y en Segunda División regresó al D.F.); de la Ciudad de México a Nezahualcóyotl en Apertura 2002; de Nezahualcóyotl regresó al D.F. en Clausura 2004; de Ciudad de México a Cancún en Apertura 2007; de nuevo a la Ciudad de México entre el Apertura 2020 y el Apertura 2024; y de la capital a Zacatepec a partir del Clausura 2025. Estos sucesos y el desempeño irregular del club en las últimas décadas, mermó el notable respaldo popular del que gozó hasta la década de 1990.
Salvo cuando compartió la propiedad del Estadio Azteca, nunca contó con un estadio propio. Rentó los parques Alianza, Asturias, España y Necaxa, de la misma forma se estableció cuatro veces en el Estadio de la Ciudad de los Deportes (1947-57, 1983-96 incluso renombrándolo Azulgrana, 2000-02 cuando ya era llamado Azul y a partir de 2020, retomando el nombre original.), también rentó el Estadio de Ciudad Universitaria, el Corregidora, el Neza 86, el Andrés Quintana Roo y el Agustín Coruco Díaz.

## Historia

### Fundación

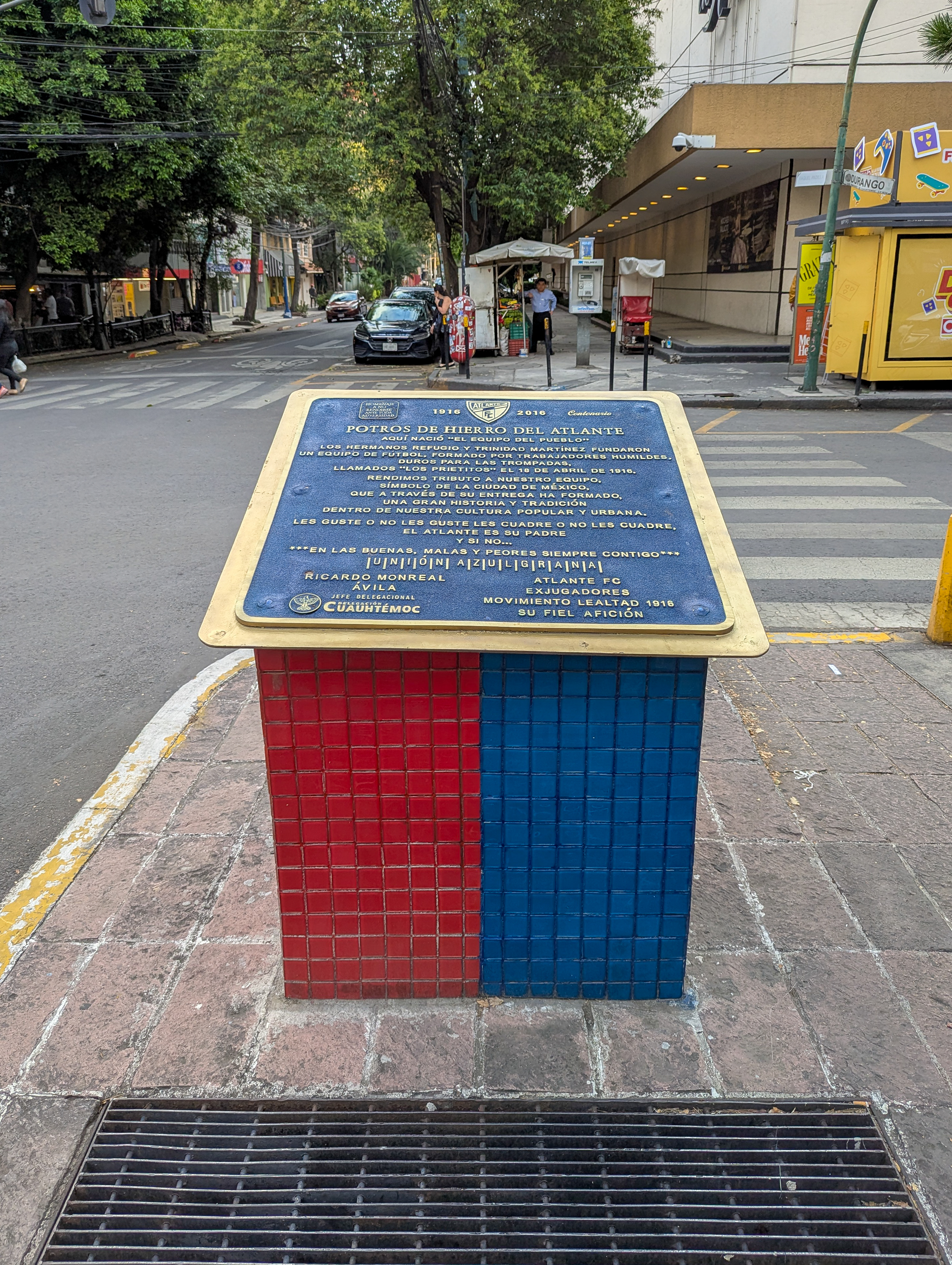
Placa conmemorativa de la fundación del equipo en los llanos de la colonia Roma el 18 de abril de 1916. Hoy es el cruce de la avenida Durango y la calle Valladolid.

Durante la segunda década del siglo XX el fútbol, hasta entonces practicado exclusivamente en los clubes deportivos británicos y los colegios privados de Ciudad de México, comenzó a popularizarse en las colonias populares, periferias y fábricas de la capital mexicana. Algunos dueños de estas últimas, comenzaron a improvisar pequeños torneos en los que los empleados debían poner en alto el nombre de la compañía. Una de estas empresas era la fábrica de calzado "Excelsior", que organizó incluso una competencia de aficionados. Uno de los trabajadores de este lugar era Trinidad Martínez, que había descubierto la práctica del fútbol, luego que él y sus compañeros presenciaran un partido detrás de la reja de un club deportivo cercano.
Desde luego, la precaria situación económica y el único deseo de competencia deportiva, imposibilitaron oficializar cualquier intento de conformar un club que participara de manera formal en algún torneo organizado o de aficionados. Si bien desde 1916, Martínez y un grupo de amigos se reunían en los llanos de la colonia Condesa para disputar encuentros informales, nunca contaron con un acta constitutiva del equipo.
Fue fundado formalmente el 8 de diciembre de 1918 con el nombre de Sinaloa en la Ciudad de México, exactamente en la esquina de las calles Sonora y Sinaloa, por el líder obrero Trinidad Martínez, su hermano Refugio y Agustín Pérez. Después de su primer nombre, cambió al de Lusitania en 1919, de nuevo cambió al de U-53 (en honor a un submarino alemán de la Primera Guerra Mundial) en 1920 y finalmente fue nombrado Atlántico en 1921, en relación con el océano Atlántico; Sin embargo debido a la pronunciación y el empleo coloquial de la palabra, este terminó derivando en Atlante.
Existían dudas respecto a la fecha de su origen debido a que el club nunca ha contado con el acta constitutiva que oficializara su fundación tal y como lo establecían las normas del balompié organizado en México. La duda era aún mayor ya que el 2 de noviembre de 1969, se realizó un festejo por el 50 aniversario (lo que ubicaría su origen en 1919), en el que se homenajeó a antiguas figuras del club durante el medio tiempo del partido frente al Atlas de Guadalajara dentro del torneo de liga. Sin embargo miembros originales del primer equipo atlantista protestaron el acontecimiento, estos fueron Alfonso Zapata, Francisco Borrego Gutiérrez, Jesús Priedero Aguilar, Mario Chávez, Agustín Núñez y Juan Sánchez; quienes aseguraron, como testigos presenciales, que había sido el 8 de diciembre de un año antes (1918) cuando se fundó el club. De hecho la fecha de 1919, en realidad correspondía al ingreso al club del hombre que durante muchos años fue presidente y benefactor de la institución, el licenciado Jesús Salgado.
La corrección fue hecha de tal manera, que incluso el 8 de agosto de 1973, se realizó un partido amistoso en el Estadio Azteca contra Boca Juniors para conmemorar el 55 aniversario (lo que reubicaría la fecha en 1918). La duda reapareció el 18 de abril de 2006 cuando, sin ninguna prueba documental, periodística o testimonial, se develó una placa en la colonia Condesa, ubicando esa fecha como la del 90 aniversario del club, en gran parte quizá, guiada la entonces directiva por el testimonio del hijo del antiguo dueño y benefactor el general Núñez, quien aseguraba la fecha de fundación en el 30 de mayo de 1916, dato propuesto sin exactitud, pues el 30 de mayo era el natalicio de su padre.

### Primeros años
El 13 de febrero de 1921, el Atlante debuta en el campeonato de tercera categoría de la Liga Nacional derrotando al Unión dos goles a cero. En el certamen también participaron el España-IV, Excelsior, Guerra y Marina, Luz y Fuerza III y Tohtli. El 22 de mayo de 1921, finaliza el campeonato y el Atlante se ubica en el segundo lugar detrás del campeón España.
En 1922, el cuadro azulgrana se muda a la Liga Mexicana donde es aceptado para participar en el campeonato de segunda fuerza junto con Asturias, Germania, Internacional, Guerra y Marina y México.
Tras algunos conflictos, el equipo de los llanos de la Condesa decide trasladarse a una nueva Liga organizada por Pablo Alexanderson y patrocinada por la casa comercial Spaulding cuya inscripción era de $10.00 por $50.00 qué pedía la Federación Central.
Como bicampeón de la Liga Spaulding, también conocida como Liga Nacional, en agosto de 1926, el Atlante es invitado para participar en el torneo eliminatorio para obtener a la selección que representaría a México en la primera edición de los Juegos Centroamericanos a celebrarse en el país.
El equipo prietito golea siete a dos al Toluca, luego derrota al campeón de primera fuerza, América, dos a uno y enfrenta en la final al club México en una serie de tres encuentros. Con algunos refuerzos, los rojillos ganaron dos de los tres desafíos ante las protestas atlantistas, pero nunca se formó la selección al cancelarse el torneo de fútbol centroamericano.
El 25 de febrero de 1927 con una derrota 4-0 frente al cuadro chileno de Colo Colo, realiza su primer encuentro amistoso de carácter internacional. Después, ese mismo año, con un triunfo 2-1 sobre América supera la prueba impuesta por la Federación Mexicana de Fútbol, y con eso logra su inclusión en Campeonato de Primera Fuerza para la temporada 1927-28. Debutó el 9 de octubre de 1927 en condición de visitante y con un empate a dos tantos frente al Club Necaxa.
El 31 de enero de 1931 asociado con los equipos del Asturias, Marte, Germania FV y México inaugura el Parque Alianza.

### La época dorada
Durante casi dos décadas, Atlante constituyó, si no el más exitoso, por lo menos si uno de los más fuertes competidores de la Liga Mayor. A la par de la naciente dinastía necaxista de los 11 hermanos, y del poderío de clubes como España o América, el Atlante de los años 1930 forjó una especie de empatía con el público de la clase proletaria, que lo popularizó a tal grado de adquirir su célebre apelativo de Equipo del Pueblo, esto claro porque su escasez de recursos y problemas financieros contrastaba con su nivel futbolístico; arrastre popular correspondido con resultados notables en los torneos de Liga y Copa.
En esta época participaron en el club, varios de los mejores delanteros que jugaron en la entonces llamada Liga Mayor. Comenzando con uno de los mejores jugadores mexicanos de esos tiempos Juan Trompito Carreño, campeón de goleo en 1931-32, célebre por ser el primer anotador de la selección mexicana en competencias oficiales, pues fue él quien marcó los primeros tantos nacionales en el Torneo Olímpico de Ámsterdam 1928 y en la Copa del Mundo de Uruguay 1930. También estuvo en el club Dionisio Mejía el primer anotador de un hat-trick para la selección mexicana, y que fuera campeón de goleo con el equipo en 1928-29. Y finalmente Alberto “Caballo” Mendoza y el español Martí Ventolrà campeones de goleo en 1939-40 y 1940-41 respectivamente. Claro, mención aparte merece el máximo goleador durante más de cuarenta años en la institución y sin lugar a dudas el mejor jugador y máximo ídolo atlantista: Horacio Casarín.

#### El primer título 1931-32
A pesar de contar ya con una Federación organizada y profesional, y de los pocos pero notorios casos de equipos que empleaban (y por lo tanto pagaban) a destacadas figuras futbolísticas; Atlante representaba todavía el único ejemplo de un equipo enteramente de aficionados a inicios de los años 1930, de tal manera que todos sus integrantes, apenas y dedicaban tiempo a entrenar debido a sus empleos, entre los que había un yesero (Fernando "Patadura" Rojas), un velador (Felipe "Diente" Rosas), un mecánico (Dionisio "Nicho" Mejía), un sastre (Manuel "Chaquetas" Rosas) y un zapatero (Rafael "La Apipizca" Guirán), entre otros. El equipo dirigido por el español Miguel Tovar Mariscal en la temporada 1931-32 estaba compuesto en su cuadro titular por el portero Luis Garfias, los defensas Paco Islas y Manuel Rosas, los mediocampistas Felipe Rosas, Rafael Guirán y Agustín Mendoza y los delanteros Felipe Olivares, Nicho Mejía, Gabriel Olivares, Fernando Rojas y Juan "Trompito" Carreño. Varios de ellos jugadores de las selección nacional que había participado en el Torneo Olímpico de Ámsterdam 1928 y la Copa del Mundo Uruguay 1930.
El campeonato fue una lucha cerrada entre Necaxa, Asturias y el conjunto azulgrana. La primera vuelta terminó con electricistas y asturianos empatados con 11 puntos, por 10 del equipo atlantista. Durante el receso, los prietitos alcanzaron notoriedad y fama en el medio nacional al vencer a varios equipos extranjeros que visitaban el país, sobresaliendo sus victorias sobre el Bella Vista de Uruguay integrado por nueve jugadores campeones del mundo dos años antes; y el Sportivo de Buenos Aires que incluía a elementos subcampeones del mundo. Con ese impulso de ánimo, el equipo remontó la desventaja al inicio de la segunda vuelta y llegó a la jornada final con 22 puntos, los mismos que Necaxa. La última jornada los enfrentó el 14 de agosto con resultado final de 3-3, lo que obligó a una serie de tres partidos de desempate los días 21 y 28 de agosto, así como el 4 de septiembre, con la particularidad de desarrollarse todos en el Parque Necaxa. A pesar de ello Atlante venció en el primer duelo 3-2, empató a un tanto el segundo y finalmente el 4 de septiembre de 1932 con gol de Juan Carreño se proclamó campeón del fútbol mexicano con marcador 1-0. A partir de ese momento con Necaxa se construiría una de las más fuertes rivalidades del fútbol mexicano, y quizá la primera entre dos cuadros compuestos en su mayoría por mexicanos.

#### Protagonismo y llegada del Coronel Núñez
La lucha por el título entre Necaxa y el equipo del pueblo, se mantuvo durante la temporada 1932-33, aunque con un desenlace distinto. Nuevamente el partido de la última jornada los enfrentó empatados ambos en el primer lugar con nueve puntos, por lo que un empate los pondría otra vez en una serie final. Sin embargo el cuadro electricista que comenzaría a ejercer una hegemonía en el fútbol mexicano y sobre el propio Atlante, le ganó con la mayor goleada en contra del club, con marcador 9-0; resultado que hizo innecesaria la serie de desempate. Necaxa se coronó y surgió su dinastía.
Aun así Atlante mantuvo el alto nivel competitivo y nuevamente se ubicó en la disputa palmo a palmo del título de liga, ahora con España y Asturias en la temporada 1933-34, a tal grado que por primera y única vez en la era de la definición del campeonato por puntos se produjo un triple empate en el primer lugar, obligando a desarrollar un triangular de desempate entre los equipos. Atlante terminó en último lugar del mismo al perder los dos encuentros.
El éxito atrajo también problemas financieros a la institución; ya que se volvía más complicado solventar los gastos de traslado, equipamiento, sostener los gastos del Parque Alianza donde jugaba (aunque lo compartía con varios equipos), el paulatino ejercicio profesional de jugadores, especialmente extranjeros que cobraban por sus servicios. Recordando que los clubes funcionaban bajo el esquema de aportaciones de socios, y siendo la mayoría de ellos en la institución, gente de clase trabajadora, difícilmente se podía dar marcha atrás a la crisis. La situación mermó en lo deportivo y el equipo se alejó de la disputa del título las siguientes dos campañas.
Algunas de las decisiones directivas generaron, no solo controversia, sino la salida de muchos de los socios del club. Entre ellas estuvo el despido de la mayor parte de las figuras del equipo, incluidos Dionisio Mejía y Juan Carreño.
Ante todo ello, varios personajes ligados sentimentalmente a la institución, encabezados por el célebre cronista de la época Agustín González “Escopeta”, acudieron a pedir ayuda al Jefe de ayudantes de la Presidencia de la República, el coronel José Manuel Núñez, quien se convirtió en el benefactor del club y adquirió el equipo en su totalidad. Asumió el cargo de dueño y presidente el 30 de noviembre de 1936, la directiva que nombró dio marcha atrás a los despidos y resolvió los problemas financieros de la institución.
En 1938 nombró como presidente de la institución al Ingeniero Guillermo Aguilar Álvarez quien reestructuró la organización. Durante su gestión se realizó la primera gran contratación del fútbol mexicano al adquirir los servicios del español Fernando Gavilán García del Asturias por 10 000 pesos en 1939.

#### Segundo título de liga y primero de Copa
A las incorporaciones de los tapatíos “Pirracas” Castellanos, “El pepino” García Solís, “Cazuelas” Grajeda y “El peluche” Ramos, además de la mencionada de “Gavilán” García, se sumaron el exportero del Campeonísimo Necaxa “Pipiolo” Estrada, el mediocampista español Antonio López Herranz, el costarricense Antonio Hutt, el defensa Carlos Laviada, el delantero figura Alberto Caballo Mendoza y la gran figura española de origen catalán Martín Vantolrá; todos ellos dirigidos por el húngaro Luis Grocz, conformaron un eficaz y vistoso plantel que arrasó en el campeonato de liga 1940-41, coronándose con cinco puntos de ventaja sobre la Selección Jalisco y el España. El 8 de diciembre de 1941 con una victoria 5-2 sobre el Moctezuma de Orizaba en el Parque Asturias, Atlante garantizó la obtención de su segundo título de liga.
Durante el torneo de la Copa México 1941-42 el Atlante sostendría su rol protagónico venciendo 5-3 al América y 4-1 al Marte, clasificando a la final, disputado a doble partido contra Necaxa, ambos por jugarse en el Parque Asturias. En el juego de ida, el 13 de septiembre, Atlante ganó 5-3. En la vuelta, el 20 de septiembre de 1942, en una edición más de su rivalidad ante los electricistas (que habían caído en una aparente decadencia), los prietitos vencen al cuadro rojiblanco 5-0 para obtener su primer cetro de la Copa México, los goles cayeron por cuenta de Adalberto "Dumbo" López (2), Gutiérrez y Martín Vantolrá (2); este campeonato le permitió disputar y ganar la primera edición del Campeón de Campeones el 4 de octubre de 1942, donde enfrentó al campeón de liga España. En un partido de muchos goles, los azulgranas vencieron al conjunto hispano 5-4; en una revancha exacta del partido de desempate del torneo de liga 1941-42 en el que ambos equipos empatados en el primer lugar se enfrentaron el 4 de abril y el España había vencido 5-4 a los azulgranas.

#### La mejor ofensiva de la historia
Para la historia ha quedado uno de los registros más significativos en cuanto a marcas o récords del fútbol mexicano. En la temporada 1945-46 Atlante integró la ofensiva más productiva de toda la historia, aquel equipo estableció dos marcas que se mantienen vigentes, y que por la actual duración y estilo de juego de los torneos lucen imposibles de romper. Los azulgranas marcaron un impresionante total de 121 goles. Y es que Atlante anotó en 29 de los 30 partidos que componían dicha campaña, quedándose en cero solo ante Puebla el 14 de octubre de 1945. En total promedio 4.03 goles por encuentro, ambas cifras mencionadas superan cualquier registro del balompié mexicano.
Ese equipo dirigido por Julio Biro, armó un ataque espectacular el que destacaban Horacio Casarín, el tico Rafael Meza, el catalán Martí Ventolrà y los argentinos Mateo Nicolau y Ángel Segura Angelillo. Ellos cinco se responsabilizan del 86 por ciento de los goles del equipo al sumar 105 de las 121 anotaciones. Mención especial para un mítico delantero que integró este equipo, pero debido a su condición de suplente solo anotó cinco goles, Adalberto Dumbo López.
Desde la fecha uno el equipo demostró su poderío al golear como visitante 3-10 al debutante Tampico el 19 de agosto de 1945, volverían a anotar diez tantos al vencer 10-4 a Monterrey el 28 de octubre, en otros marcadores memorables le anotaron nueve a San Sebastián, 5 a Guadalajara en dos ocasiones, cinco al América y seis al Marte y al Moctezuma.
Sin embargo, dos paradojas acompañarían al equipo al final de dicha campaña, primero el campeón de goleo no surgió del equipo, dicho honor correspondió al también legendario delantero Isidro Lángara del España que había marcado 40 tantos. Y finalmente, y a pesar de su productividad, el conjunto azulgrana no concreto el campeonato, que recayó en Veracruz, otro equipo que rebasó el centenar de goles (105). Sería la vulnerable defensa atlantista que recibió 80 goles, el factor determinante para que la mejor ofensiva de la historia no se quedara con el título.

#### Campeonato 1946-47
Dirigidos nuevamente por el húngaro Luis Grocz, y consolidando la base que venía jugando con el equipo desde el último título en 1941-42, Atlante concretó finalmente el campeonato en la 1946-47 luego de una campaña, en la que, a pesar de iniciar con seis triunfos en los primeros siete partidos, no la definió sino hasta casi el final de la temporada.
Con números a la ofensiva menos espectaculares que el torneo anterior (anotó 39 goles menos, pero también disputó dos juegos menos) desarrollo una de las temporadas más sólidas para cualquier equipo campeón (75 por ciento de efectividad) al concluir con 18 triunfos, 6 empates y 4 derrotas, 82 goles a favor y 43 en contra para un total 42 puntos en 28 juegos.
Sin embargo y como hecho anecdótico y muy polémico para la época, cabe decir que el juego que definió el campeonato a favor de Atlante (y concluye con empate a cero), ante León su más cercano perseguidor, fue disputado el 1 de junio de 1947 en el recién inaugurado Estadio Olímpico de la Ciudad de los Deportes (casa del Atlante), cuando tuvo que haberse jugado en la ciudad de León; pero debido a una epidemia de fiebre aftosa que afectaba esa región, lo impidió. Siempre se especuló que el poder del general José Manuel Núñez, cercano al presidente Miguel Alemán Valdés influyó decisivamente para el abrupto cambio de sede, que favoreció al Atlante, que fue conocido entonces como el Campeón de la fiebre aftosa.

### Inestabilidad, sequía en liga y descensos

#### Bicampeón de Copa
Después de una desastrosa campaña 1948-49 como campeones defensores en la que concluyeron en la posición 14 entre 15 equipos del máximo circuito, el llamado equipo del pueblo sostuvo unas cuantas temporadas más su protagonismo constante de los últimos veinte años siendo subcampeón en 1949-50 y 1950-51, así como un bicampeonato de Copa México en 1951-52 y 1952-53. 
En el primer certamen copero vencieron 1-0 al América y 4-2 al Necaxa; la final la disputó el 27 de mayo de 1951 en el Estadio de la Ciudad de los Deportes (que fungía como sede neutral en las finales de la Copa México) con el Guadalajara, al que venció con marcador de 1-0, con tanto de Luis Fernández. En el segundo torneo copero encabezó el grupo "Centro" de la fase grupal, mismo que compartió con América, Necaxa y Marte, alcanzó el primer lugar con nueve puntos producto de cuatro victorias, un empate y una derrota; En el triangular final, jugado en el Estadio de la Ciudad de los Deportes venció en sus dos rivales, primero 3-0 a Guadalajara (dos goles de Norberto Rozas y uno de Raúl de Alba) y concretó el cetro el 6 de abril de 1952 con victoria 2-0 a Puebla (goles de Lucio Gómez y Leopoldo Escandón). Con ese título accedió a la disputa del Campeón de Campeones 1951-52 contra el campeón de liga, el Club León, jugado también en Ciudad de los Deportes (como sede neutral); Atlante obtuvo el trofeo ganando al cuadro esmeralda 1-0 con anotación de Salvador Saucedo.
Sin embargo a partir de la temporada 1954-55, el equipo empezó a decaer y situarse como un conjunto de media tabla hacia abajo. La decadencia comenzó en dicho certamen con la disputa de una serie promocional para evitar el descenso, misma que terminó ganando, esto luego de concluir en el penúltimo sitio de la competencia.

#### Primer descenso
A principio de la década de 1960, en medio de la intrascendencia deportiva, llegaron nuevos problemas económicos ante el envejecimiento de su propietario José Manuel Núñez, quien optó por venderlo en 1966 al empresario litográfico Fernando González “Fernandón”.
El equipo nunca pudo destacar nuevamente bajo esa administración, incluso en 1970-71 pareció retornar al iniciar con un invicto de quince juegos, para luego derrumbarse y no ganar en 16 encuentros consecutivos. Dichos sucesos terminaron desencadenando, a la par de nuevas crisis económicas, una caída de tal magnitud que en la temporada 1975-76 y luego de 49 años en el máximo circuito concretara su primer descenso. Este ocurrió de una manera singular, pues el equipo no concluyó en último lugar de la tabla, sino en penúltimo, por lo que disputó una liguilla por el no descenso ante Atlético Potosino; con la localía en el juego de vuelta a su favor, Atlante cayó 1-2 en el juego de ida en San Luis Potosí, pero no pudo levantarse y luego de un empate a cero en el Estadio Azteca el 29 de julio de 1976, descendió a Segunda División.

#### Protagonismo en la liga y título de Concacaf
El equipo ascendió inmediatamente al concluir como campeón de dicho sector en 1976-77 el 5 de junio de 1977 al vencer en el Estadio Azteca 2-1 a Querétaro (global 6-3). Sin embargo los problemas financieros continuaban y ponían en riesgo la existencia del equipo, por lo cual “Fernandon” González lo vendió al entonces próspero Instituto Mexicano del Seguro Social, el 19 de octubre de 1978. Con ello el equipo pudo hacerse de figuras notables del balompié mexicano, así como de extranjeros destacados. Una de las figuras que llegaron fue el entonces tetracampeón de goleo Evanivaldo Castro Cabinho, quien a partir de 1979-80 iniciaría una destacada trayectoria en el equipo azulgrana, desplazando como máximo goleador de la historia (no solo del Atlante, sino del fútbol mexicano) a Horacio Casarín, añadiría tres títulos consecutivos más a su palmarés de cuatro y guiaría, junto con elementos como Ricardo Lavolpe, Eduardo Rergis, Arturo Vázquez Ayala, Eduardo Moses y Rubén Ayala, al equipo a destacadas campañas que concluyen en el avance a la gran final del campeonato de liga 1981-82. 
A ella llegó luego de concluir en el liderato general de la competencia, producto de 21 victorias, 11 empates y 6 derrotas, para una producción de 53 puntos y un balance goleador de 62 goles a favor y 31 en contra. Eliminó en cuartos de final a Atlético Español, en semifinales a Deportivo Neza. Con la ventaja a favor del juego de vuelta en casa, el llamado equipo del pueblo ilusionó a su todavía numerosa afición con un nuevo título, sin embargo no contó con enfrentarse a un sorpresivo equipo de Tigres de la UANL, que cuatro años atrás ya había dado la sorpresa de coronarse como visitante en el D.F. ante los Pumas de la UNAM. Luego de perder 2-1 el juego de ida como visitante en el Universitario, el conjunto azulgrana empató el global venciendo 1-0 (gol de Cabinho), esto obligó al alargue y a los consecuentes penales, en los que luego de una mala actuación del portero argentino Ricardo Lavolpe, Atlante cayó 3-1. Aquel equipo estuvo dirigido por la leyenda del club Horacio Casarín.
Al inicio de la temporada 1983-84 el IMSS decide mudar al equipo del Estadio Azteca (del que era copropietario) al antiguo Estadio de la Ciudad de los Deportes, al que renombró como Azulgrana. Esto en un intento por arraigar identidad entre la afición del equipo con un escenario propio.
Incluso el éxito momentáneo se extendió más allá, luego de obtener su primer título internacional al ganar la Copa de Campeones de la CONCACAF en 1983, este bajo el mando de Ignacio Trelles. El 10 y 13 de abril de 1983 inició su participación eliminando al equipo guatemalteco Comunicaciones con global 4-2 (2-2 y 2-0), jugándose ambos partidos en Guatemala. Después los azulgranas viajaron a Nueva York para medirse con el New York Pancyprian-Freedoms el 12 y 14 de junio. Los dos cotejos quedaron empatados (1-1 y 2-2). En tiempos extra un gol de “Bonavena” Ramírez le dio el pase a semifinales. En esta fase enfrentaría al Suchitepéquez; El 16 de noviembre hubo empate a dos tantos en Mazatenango y un par de semanas después Atlante liquidó a su rival con un contundente 6-0. La final sería contra el S.V. Robinhood de Suriname. El 22 de enero en el juego de ida hubo empate a uno en Paramaribo (gol de Gonzalo Farfán); y el 1 de febrero de 1984 en el estadio Azulgrana, los atlantistas derrotaron cómodamente a su contrincante con marcador 5-0 (dos goles de Gonzalo Farfán, dos de Ricardo Castro y uno de Eduardo Moses), obteniendo así su primer título internacional.
A pesar de concluir la campaña 1982-83 en segundo lugar de la tabla, y clasificar a varias liguillas, el equipo ya no pudo superar las instancias previas a la serie final, incluso la crisis económica del IMSS obligó a estos a vender el club a otro instituto público, el Departamento del Distrito Federal en 1984.
La administración del Gobierno capitalino fue intrascendente y gris para la historia atlantista, en la liga 1984-85 no lograron calificar a la liguilla, su máximo logro fue en el Torneo Prode 1985, en el cual llegaron a semifinales, instancia en la que fueron eliminados por el América. Lograron calificar a liguilla nuevamente en el Torneo México 1986,  sin embargo ahí recibieron una humillante eliminación en cuartos de final, a manos del Monterrey, al ser vapuleados con un global de 6-1.
En 1987 volvió a ser vendido, esta vez al empresario deportivo José Antonio García, después de dos temporadas y pérdidas económicas por la poca asistencia de la afición al Estadio Azulgrana, el directivo decide sacarlo de Ciudad de México, para jugar en Querétaro en el Estadio Corregidora.

#### Segundo descenso
Durante la campaña 1989-90, ya jugando como locales en Querétaro y a pesar de mantener un plantel con jugadores consagrados, el segundo descenso de la institución se consuma, al concluir en el último lugar de la tabla, un punto abajo del Tampico Madero.
Sin embargo, el equipo azulgrana, otra vez instalado en la Ciudad de México, volvió de inmediato al máximo circuito siendo campeón de la 2.ª División en la temporada 1990-1991 derrotando en la final al equipo de Pachuca el 17 de julio de 1991; luego del doble empate en los duelos ida y vuelta, se jugó un partido de desempate en el Estadio Cuauhtémoc, que también concluyó con igualada, por lo que se definió a través de los tiros desde el punto penal, los azulgrana vencieron 9-8, el último tiro, ya en la ronda de muerte súbita, fue obra de Félix Fernández.

### Década de 1990

#### Título 1992-93
En su campaña de retorno al máximo circuito, la temporada 1991-92 fue muy destacada para el equipo azulgrana que bajo el mando de Ricardo La Volpe, quien fuera portero de este equipo en los años setenta y ochenta, comenzó a desplegar el fútbol ofensivo con el cual se identifica a estos colores. Terminaron como primer lugar de la tabla general, pero fueron eliminados de la liguilla por el Cruz Azul en cuartos de final ante la polémica de un gol anulado que daba el pase a los Potros a las semifinales, con un global de 5-5 donde un gol de visitante del Cruz Azul fue la diferencia. En ese torneo el campeón fue el León.
El novel plantel construido por Lavolpe desde su llegada se consolidó en la temporada 1992-93: Félix Fernández, Raúl Gutiérrez, José Guadalupe Cruz, Wilson Graniolatti, Miguel Herrera, René Isidoro García, Roberto Andrade, Guillermo Cantú, Pedro Massacessi, Luis Miguel Salvador y Daniel Guzmán. Todos ellos alcanzaron el cenit de su potencial futbolístico en el seno de un esquema de juego de resaltaba lo ofensivo y el manejo de la pelota.
Sin embargo, a diferencia de la campaña anterior, el club no contó con un desempeño numérico sobresaliente, de entrada ya había registrado seis derrotas y solo dos victorias a la altura de la jornada 13; no obstante recompuso el paso, concluyó en la posición 10.ª de la fase regular con 14 victorias, 13 empates y 11 derrotas, con un balance goleador de 66 tantos a favor y 55 en contra para una cosecha de 41 puntos. A pesar de su baja posición clasificó de forma directa a la liguilla, sin requerir reclasificación, debido a que ocupó el primer lugar de su grupo, uno de desempeño flojo (sus acompañantes en el sector, Veracruz, Santos, Querétaro y UAT habían terminado 11.º, 17.º, 19.º y 20.º).
En la fase final terminó por desarrollar a plenitud sus sistema de juego para concretar una liguilla destacable. Venció en cuartos de final con global de 5-2 al líder general Necaxa; dio cuenta del campeón vigente León con global de 4-2 y avanzó a la final donde enfrentaría a Monterrey. En aras de contar con mayor afición presente en el juego de ida como local, traslado momentáneamente su sede al Estadio Azteca. El partido jugado el 26 de mayo dio como resultado la victoria atlantista por 1-0 con gol de Daniel Guzmán. Finalmente el 29 de mayo de 1993 se consagró campeón venciendo como visitante al Monterrey con marcador de 3-0, los goles cayeron por cuenta de Wilson Graniolatti y dos de Daniel Guzmán.

#### Inicio de los torneos cortos
Después de tener problemas fiscales, José Antonio García, le vende el equipo a Alejandro Burillo Azcárraga en 1996, quien en ese momento formaba parte de Grupo Televisa, además de ser propietario de Grupo Pegaso. Logró buenos resultados en los primeros torneos cortos, llegando a ser el único equipo que en los primeros cuatro torneos cortos se habría de clasificar a las fases finales. En 1998 José Antonio García vuelve a escena, ahora solamente como presidente ejecutivo. Durante los Torneos Invierno 1998, Verano 1999 e Invierno 1999 el conjunto no tiene buenos resultados terminando en las posiciones 12, 14 y 17, en los tres torneos teniendo de técnicos a Arturo Vázquez Ayala y a Ángel Cappa.

### Década de 2000

#### Tercer descenso
En el verano 2000 los Potros tuvieron una de las peores campañas, en las primeras cinco Jornadas el equipo sumaba cero puntos y en último lugar. Zlatko Petricevic fue reemplazado por Eduardo Rergis, pero el equipo solo obtuvo dos triunfos, ambos en casa, cinco empates y diez derrotas durante el torneo con 11 puntos y en último lugar de la general.
Una vez más el equipo decayó y se involucró en problemas de descenso, situación que se volvió a dar en el verano 2001, cuando perdió en la carrera de no descender en contra de los esmeraldas del León. El equipo corrió con la fortuna de que la liga estaba por expandirse a 20 equipos, lo cual le dio la oportunidad de jugar dos partidos de "promoción" contra los Tiburones Rojos de Veracruz, que era el equipo con mayor sumatoria de puntos de la primera división "A", (ajeno a los dos campeones que habían disputado la Final de Ascenso 2000-01, Gallos de Aguascalientes y La Piedad), y a los cuales vencieron con global 4-1, evitando la pérdida de la categoría.
Desde ese momento el Atlante recuperó un buen nivel de fútbol, sobre todo bajo la dirección técnica de los exjugadores Miguel Herrera y José Guadalupe Cruz, siendo participantes asiduos de la liguilla por el título en el fútbol mexicano; no obstante lo más lejos que lograron avanzar fue a las semifinales en los torneos Apertura 2003 y Apertura 2004, donde cayeron en contra de Pachuca y Monterrey, respectivamente. En el clausura 2006, bajo el mando del director técnico René Isidoro García, lograron llegar a los cuartos de final del torneo, cayendo ante el San Luis con marcador global de 1-0.

#### Mudanza y campeón de Liga Apertura 2007
En el 2007, tras las malas asistencias de público en el Estadio Azteca, la directiva decidió mudarse a la ciudad de Cancún. El anuncio se produjo el 14 de mayo de 2007 , concluyendo así una negociación de más de cinco meses. El estadio elegido fue el Olímpico Andrés Quintana Roo, que fue remodelado, pasando a tener una capacidad para 20 000 personas. Además, se ampliaron los vestuarios y fueron instaladas tribunas tubulares.
Atlante debutó de buena manera en su nueva casa, recuperando el protagonismo en la fase regular. Concluyó en la 3.ª posición con 33 puntos, producto de nueve victorias, seis empates y dos derrotas, y un balance goleador de 32 a favor y 19 en contra. En la liguilla, los Potros enfrentaron a varios de los clubes con mayor convocatoria nacional, Cruz Azul y Guadalajara en cuartos de final y semifinales respectivamente, venciendo al primero en el global 3-1 y al segundo eliminándolo gracias su mejor posición en la tabla general luego de empate global a uno. En la final se enfrentó a Pumas de la UNAM tras empatar a cero goles en el juego de ida en Ciudad Universitaria, el 9 de diciembre de 2007 en el juego de vuelta en el Olímpico Andrés Quintana Roo, el Atlante consiguió su quinto título de liga luego de vencer a los universitarios 2-1 con goles de Giancarlo Maldonado y Clemente Ovalle.

#### Campeón de Concacaf
En la Liga de Campeones de la Concacaf 2008-09, con una plantilla plagada de jóvenes, el Atlante se alzó nuevamente como campeón absoluto del área, en el torneo superó la etapa de grupos encabezando con 11 puntos el sector que compartió con Montreal, Olimpia y Joe Public. Luego con solvencia y tras un cuatro a uno global eliminó al Houston Dynamo, después al Santos Laguna en una semifinal muy apretada por global de 4-3, y se alzó con el título ante el Cruz Azul al cual venció a domicilio con un contundente dos a cero en el partido de ida con tantos de Fernando Navarro y Christian Bermúdez, marcador global que sostuvo con un empate a cero en la vuelta en el Estadio Andrés Quintana Roo el 12 de mayo de 2009.
Este título le dio el derecho de disputar la Copa Mundial de Clubes de la FIFA 2009, donde se ubicó en 4.º lugar, después de vencer al Auckland City en cuartos de final por 3-0, caer frente al Barcelona en semifinales por marcador de 3-1, y finalmente empatar 1-1 en el partido por el 3.er lugar, con el equipo surcoreano de Pohang Steelers, donde en la tanda de penales, finalmente sucumbió el equipo mexicano.

### 2010-presente

#### Cuarto descenso
Durante 2010, Atlante no tuvo un buen desempeño, llegando incluso a tener problemas de descenso. En vísperas del Clausura 2011, se contrató como director técnico a Miguel Herrera, que en años anteriores había logrado hacer protagonista al Atlante. Sin embargo, el equipo continuó con su mal paso durante los siguientes torneos, y en el Apertura 2013 y Clausura 2014 se jugaría la permanencia ante el Atlas, que ya venía de descender a Estudiantes Tecos y Querétaro. De esta forma, antes de terminar su participación en el Clausura 2014 a manos de los Rojinegros del Atlas, Atlante estaba condenado a jugar el siguiente torneo en el Ascenso MX.
Una vez consumado el cuarto descenso deportivo del club (tercero que se consumó administrativamente hablando), al tener que jugar en la división de plata del fútbol mexicano, el organigrama del club sufrió cambios drásticos. El propietario del Atlante, Alejandro Burillo Azcárraga, nombró a su sobrino Emilio Braun Burillo como presidente del club, por lo que José Antonio García decidió dar un paso al costado, confirmando la división que sufrió la cúpula del club durante los dos últimos años.

#### Liga de Ascenso
Apertura 2014.- Ya ubicados en la Liga de Ascenso MX, el hombre designado para dirigir al primer equipo de los potros sería Gabriel Pereyra, en mancuerna con Gastón Obledo. En su primer torneo en dicho nivel, Apertura 2014, el equipo mostró tener una buena actuación, al tener 5 triunfos, 6 empates y solo 2 derrotas, terminando en la 5.ª posición; sin embargo, terminó siendo eliminado en cuartos de final por su clásico rival, el Necaxa.
Clausura 2015.- El arranque en el Clausura 2015, resultó más que prometedor, al hilvanar 4 triunfos consecutivos en mismo número de juegos disputados, viendo cortada su racha en la jornada 5, al ser vencidos por el Mérida. Después de eso, el equipo cambio totalmente, ya que de los 8 partidos restantes, no ganó ninguno, obtuvo solo 1 empate y 7 derrotas. El 6 de marzo, Zacatecas derrota al Atlante 2-0, por lo que Gabriel Pereyra renuncia a la dirección técnica, tras lograr solo 1 puntos de 15 posibles en sus últimos 5 partidos.
El 8 de marzo se anuncia a Wilson Graniolatti como el nuevo estratega de los Potros. Sin embargo, las cosas no cambiaron y el 3 de abril, pierde cualquier aspiración a ascender, al perder con Necaxa 0-1 y quedar matemáticamente eliminado de la competencia, los potros quedan condenados a permanecer por lo menos otro año en el circuito de ascenso. El 23 de abril se hace oficial la salida de Graniolatti y su cuerpo técnico.
Apertura 2015.- El 30 de abril de 2015, la dirigencia del club hace oficial la contratación de Eduardo Fentanes como nuevo director técnico del primer equipo.
Califica a la fase final ocupando la sexta posición en la tabla general, producto de seis victorias, cuatro empates y cinco derrotas. Logra eliminar en cuartos de final a Alebrijes de Oaxaca por marcador de 4-3 (global) y en semifinales supera a Lobos de la BUAP con un marcador de 3-3 y favoreciéndose del gol de visitante. El 5 de diciembre pierden la final ante FC Juárez por global de 3-1, habiendo ganado el partido de ida por uno a cero con gol de Carlos Garcés y siendo derrotado en Ciudad Juárez por tres a cero.

## Estadio
La historia del equipo ha estado ligada constantemente a la ausencia de una sede fija y por ende de un estadio propio, salvo por el Estadio Azteca, que era una copropiedad. Las características carencias económicas que distinguieron al equipo en sus primeras dos décadas de existencia lo hicieron jugar, primero en los campos públicos de la colonia Condesa de Ciudad de México, para posteriormente y luego de su ingreso a la liga en la temporada 1927-28, en los Parques Alianza, España, Necaxa y Asturias, siendo este en el que jugó como local con mayor regularidad. Al momento de conquistar sus primeros dos títulos de liga en 1931-1932 y 1940-1941, y los de Copa 1941-42 y Campeón de Campeones 1941-42, ejercía como local alternando entre los campos del Parque Necaxa y el Parque Asturias. Fue hasta la temporada 1946-47 que se estableció definitivamente en un escenario, el Estadio de la Ciudad de los Deportes.

### Estadio Ciudad de los Deportes / Azulgrana / Azul

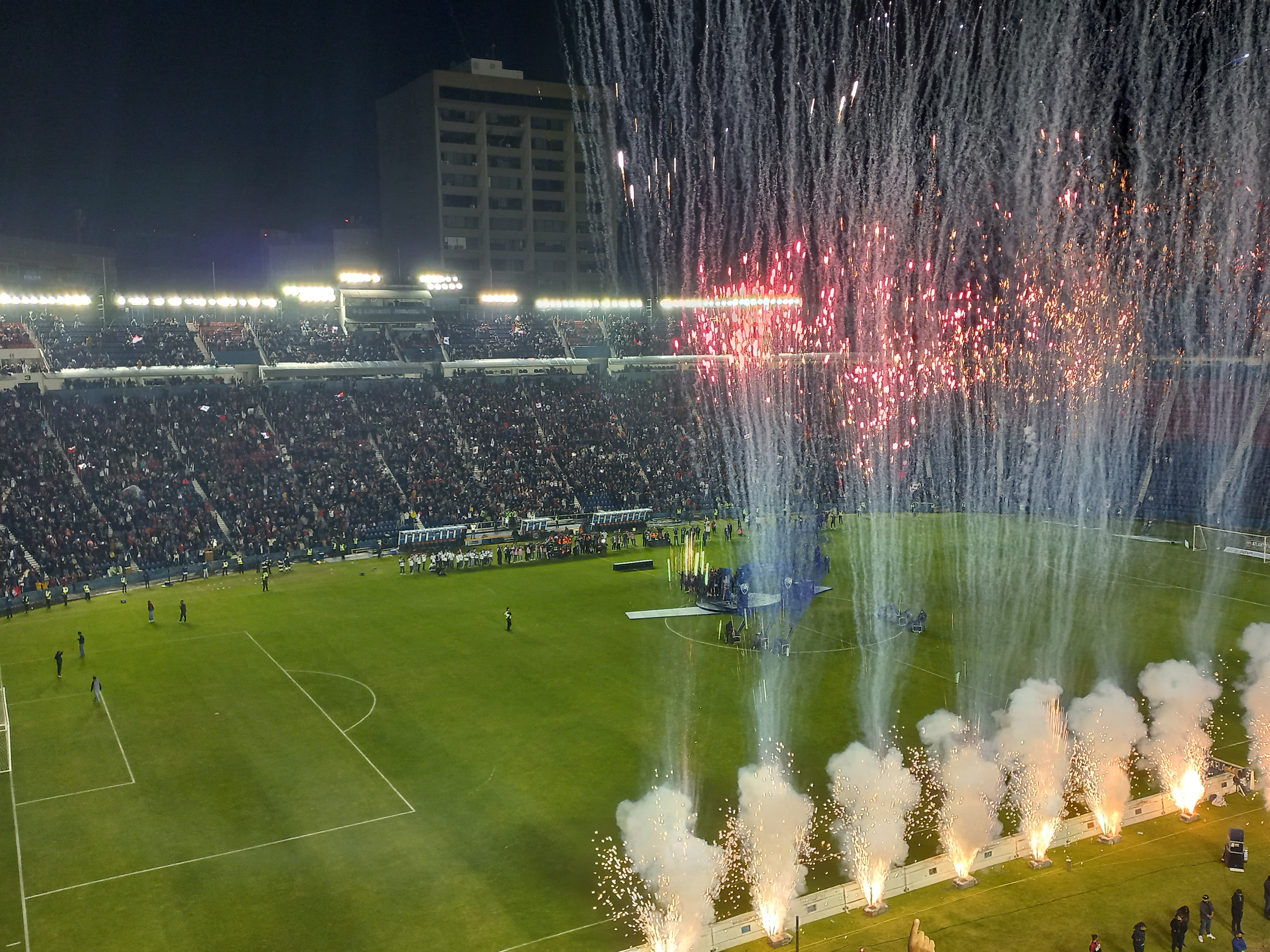
Ceremonia de la final de la Liga de Expansión Apertura 2021

El estadio está ubicado en la Colonia Nápoles de la Alcaldía Benito Júarez en la Ciudad de México, tiene una capacidad para 36 681 personas. Fue diseñado por el arquitecto Modesto C. Rollan, e inició su construcción en 1944 como parte del proyecto urbanístico denominado Ciudad de los Deportes ideado por Neguib Simón. Fue inaugurado el 6 de octubre de 1946 con el nombre de  Estadio Olímpico de la Ciudad de los Deportes.
Fue hasta el 4 de mayo de 1947 que el inmueble abrió sus puertas para el primer partido oficial de liga, fue un juego entre el líder Atlante y el aun monarca Veracruz, que terminó con goleada a favor del cuadro azulgrana 5-1, siendo Miguel Ángel Segura "Angelillo" el primer anotador del estadio en partido oficial, de hecho fueron tres los goles del jugador atlantista esa tarde, el partido correspondió a la semana 32 de la Liga Mayor 1946-47.
Debido a los altos costos de arrendamiento, el equipo alterno en múltiples ocasiones a este inmueble con el Parque Asturias, hasta establecerse definitivamente en 1950-51. Luego de la mudanza de América y Necaxa al Estadio Olímpico Universitario en 1955-56, el Atlante fue el único que siguió utilizando el inmueble de forma ininterrumpida hasta la 1957-58. Su último partido oficial en su primera etapa en este inmueble fue el 25 de enero de 1957 en la jornada 25 de la temporada 1957-58, el resultado fue una victoria 2-1 frente a León.
Durante el torneo de liga México 1970 y por espacio de casi dos meses -de marzo a mayo de ese año- América, Atlante y Necaxa regresaron a jugar a la Ciudad de los Deportes ya que al Estadio Azteca le daban los últimos acondicionamientos para la Copa Mundial de Fútbol de 1970.
El 30 de junio de 1983 la comisión directiva del IMSS, dueños del Atlante, anunció luego de algunas negociaciones, la rescisión del contrato de 99 años que unía al Atlante con el Estadio Azteca para volver al viejo estadio de Insurgentes, que a partir de este momento y hasta 1996 fue rebautizado como Estadio Azulgrana. Una semana después del anuncio la comisión revisora de estadios de la F.M.F. otorgaba el aval correspondiente. Luego de una inversión de casi 30 millones de pesos en remodelaciones el escenario quedó listo.
La fecha del retorno fue el domingo 4 de septiembre de 1983 en la jornada inaugural de la temporada 1983-84, empate 1-1 contra Atlético Morelia siendo José Luis Cáceres del equipo canario el anotador del primer gol a los 21 minutos, Rodolfo Montoya cobrando un penal a los 35' pondría cifras finales. Los Potros de Hierro jugaron en este inmueble hasta la temporada 1988-89, ya que en 1989-90 se mudan al Estadio Corregidora de Querétaro, sin embargo regresan al Azulgrana un año después para conseguir el ascenso a Primera división en 1990-91. Obtuvieron el campeonato de liga en la temporada 1992-93, pero habiendo jugado el juego de ida de la final en el estadio Azteca. Ahí permanecieron hasta la temporada 1995-96, ya que el club atlantista regresaría por intereses de su propietario Alejandro Burillo, al Estadio Azteca. El último partido de su segunda etapa fue el 29 de marzo de 1996 en la jornada 33 de la temporada 1995-96, con la derrota 0-3 frente a los Pumas de la UNAM.
El 16 de junio de 2000 la directiva del Atlante anunció el tercer regreso de este equipo a la Ciudad de los Deportes, esto luego de que meses antes se diera la separación de capitales entre Alejandro Burillo y Emilio Azcarraga, lo que provocó la disolución del Comité de fútbol de Grupo Televisa. El Atlante pasó a ahora a formar parte del Grupo Pegaso y por ende abandonó el Estadio Azteca. El partido del retorno se verificó la tarde del 6 de agosto de 2000, Atlante venció por 5-1 a los Pumas de la UNAM con goles de José Manuel Abundis, Germán Arangio, Neider Morantes y un doblete de Carlos Hermosillo, por el cuadro universitario descontó Luis Ignacio González. Finalmente, el 27 de abril de 2002 última fecha del torneo Verano 2002, Atlante disputó su último encuentro como local al vencer por 2-1 a los Tigres con goles Eduardo Rergis e Isaac Morales, por los felinos descontó Marco Antonio “Chima” Ruiz. Atlante optó por irse a Ciudad Nezahualcóyotl para el siguiente torneo.
El 26 de junio de 2020 la liga aprobó la mudanza del equipo a la Ciudad de México, luego de 13 años en Cancún y de colocar al equipo en la nueva Liga de Expansión, ante la suspensión de la Liga de Ascenso, donde jugaba desde 2014. Aunque en un inicio se contempló como sede el Estadio Azteca, se determinó asumir la localía del Estadio Azul, en desuso desde la partida de Cruz Azul en 2018.
En noviembre de 2024 la directiva del Atlante comenzó a tener conflictos con la familia Cosío, propietaria del estadio Ciudad de los Deportes, ya que el recinto fue clausurado por las autoridades de protección civil de la Alcaldía Benito Juárez debido a la celebración de dos eventos masivos el mismo día en el estadio y en la Plaza de Toros México, algo que afectó directamente a los Potros, aunque no formaron parte de ninguno de los dos sucesos. Este hecho obligó a que el Atlante cerrara el torneo Apertura 2024 en sedes alternas, disputando su último partido de la fase regular en la La Cantera de los Pumas de la UNAM, y ejerciendo su localía durante la liguilla en el Estadio Hidalgo de Pachuca.
Al finalizar el torneo Apertura 2024 el Atlante anunció su salida de la Ciudad de los Deportes debido al rompimiento de la directiva azulgrana con la familia Cosío, lo que además significaba una nueva mudanza de la Ciudad de México debido a la falta de estadios adecuados en la capital y su área metropolitana.
En este escenario conquistó la mayor parte de sus títulos, incluyendo uno de liga, dos de Copa México, uno de Campeón de Campeones, uno de la Copa de Campeones de la Concacaf, uno de la Segunda División y uno de la Liga de Expansión MX. Lo anterior considerando juegos definitivos escenificados ahí, ya que el campeonato de liga de 1992-93 se conquistó en calidad de visitante en el estadio Tecnológico de Monterrey. Además en su retorno en 2020, perdió la final de la temporada inaugural de la Liga de Expansión; no obstante habría de coronarse finalmente en este circuito en el Apertura 2021 jugando el partido de vuelta de la final en este escenario. Aquí jugó también los encuentros de ida de la serie Campeón de Campeones 2021-22 y las finales del Apertura 2022, Apertura 2023 y Clausura 2024; coronándose como visitante en los certámenes de 2022 y 2024. Caería aquí mismo en el juego de vuelta del Campeón de Campeones 2022-23 ante Tapatío.

### Estadio Olímpico Universitario
Estadio multiusos perteneciente a la Universidad Nacional Autónoma de México, es el segundo estadio más grande de México después del Estadio Azteca, también en la Ciudad de México, tiene una capacidad de 68 954 espectadores. Fue la principal sede de los Juegos Olímpicos de 1968. 
Su primer partido en este escenario fue el 23 de julio de 1958 en la jornada dos de la temporada 1958-59, cayendo 0-1 ante Irapuato. Su último partido como local fijo, fue una victoria 3-2 contra Atlas, correspondiente a la jornada 30 de la temporada 1965-66 el 16 de diciembre de 1965. Sin embargo a veces volvería a utilizarlo de forma emergente, siendo la última vez el 4 de abril de 1998 durante la jornada 17 del Verano 1998 (empate 2-2 ante Toluca).

### Estadio Azteca
Ubicado al sur de la Ciudad de México, en la alcaldía Coyoacán; con capacidad para 87 000 espectadores, es el segundo estadio más grande del continente americano y el séptimo más grande del mundo. Es también conocido con el sobrenombre de El Coloso de Santa Úrsula. Fue diseñado por los arquitectos Pedro Ramírez Vázquez y Rafael Mijares Alcérreca e inició su construcción en 1962 como parte del proyecto para obtener la sede de la Copa Mundial de Fútbol de 1970.
Fue miembro fundador de la sociedad anónima que construyó y administraría el estadio (Fútbol del Distrito Federal S.A de C.V). Participó en la serie internacional que inauguró el inmueble, teniendo su primer partido el 31 de mayo de 1966, cayendo 3-0 ante Valencia. El primer juego de competencia oficial dentro del estadio ocurrió el 2 de junio, en la jornada inaugural de la Copa México 1966-67; el duelo fue entre Atlante y Veracruz, concluyendo con victoria para los visitantes 2-1; Waldir Pereira "Didí" del Veracruz marcó el primer gol al minuto 14 por la vía del penal; en el torneo de liga su primer partido como local fue en la fecha uno, el 24 de julio de 1966 cayendo 0-1 ante Universidad Nacional. En su primera etapa el equipo descendió por primera vez en la temporada 1975-76, no obstante consiguió el título de la segunda división y el consecuente ascenso a la temporada siguiente 1976-77. Levantaría su nivel significativamente, hasta disputar como local el juego de vuelta de la final 1981-82 del torneo de liga, cayendo en penales frente a Tigres UANL. Concluiría su primera etapa en este escenario el 14 de mayo de 1983 al caer en el juego de vuelta de los cuartos de final de liguilla de 1982-83, 0-3 frente a Guadalajara.
Regresaría únicamente para disputar el juego de ida de la final de liga de la temporada 1992-93, esto como una estrategia para atraer una mayor cantidad de aficionados. El partido se jugó el 26 de mayo de 1993 y se saldó con victoria de 1-0 para el conjunto atlantista frente a Monterrey. 
Su segunda etapa comenzó el 11 de agosto de 1996 con el triunfo 3-0 sobre Veracruz, dentro de la jornada uno del Invierno 1996. No obstante, en este nuevo periodo, comenzó a presentar un fenómeno similar al de su compañero de estadio Necaxa, es decir, una baja afluencia de público en las tribunas, ello a pesar de mostrar durante los dos primeros años una notable regularidad deportiva. El último partido de su segunda etapa fue el 29 de abril del año 2000, duelo que ganó 2-1 Pachuca durante la jornada 16 del Verano 2000.
Su tercera y última etapa en este inmueble, comenzó el 1 de febrero de 2004 al derrotar 3-1 a Necaxa, en la jornada 3 del Clausura 2004. Sin embargo, y a pesar de un buen primer año la situación en la grada no mejoró, y el equipo tomo la determinación de mudarse definitivamente a Cancún al estadio Andrés Quintana Roo en 2007. Su último partido en el estadio Azteca como local fue el 28 de abril de 2007, despidiéndose con una derrota 1-4 ante Pachuca dentro de la jornada 17 del Clausura 2007.
Este escenario fue el único autenticamente de su propiedad, compartida en el seno de la empresa Fútbol del Distrito Federal S.A de C.V con Necaxa y América, y también en el que acumuló mayor cantidad de años y juegos como local; sin embargo, y salvo el título de segunda división 1976-77, no pudo obtener ningún otro campeonato.

### Estadio Andrés Quintana Roo
El Estadio Olímpico Andrés Quintana Roo es un estadio de fútbol con pista de atletismo situado en Cancún, Quintana Roo, y con capacidad para 18 000 espectadores. El escenario fue objeto de modificaciones para albergar a Atlante, luego de su mudanza en 2007. 
El debut en este escenario, fue el 11 de agosto de 2007 con la victoria 1-0 sobre Pumas de la UNAM, en duelo correspondiente a la jornada dos del Apertura 2007. La primera temporada como local en este escenario resultó significativa y relevante en términos históricos, pues se convirtió en el tercer club que obtiene el campeonato de liga en su primera campaña en una nueva sede (Marte en 1953-54 y Cruz Azul en 1971-72).
Su trayectoria en este inmueble fue la más larga de sus mudanzas fuera de su ciudad de origen (Ciudad de México), pues en Querétaro solo estuvo un año y en Nezahualcóyotl dos. El 26 de junio de 2020 se anunció su retorno a la capital del país, por lo que su último juego como local aquí, correspondió a la jornada seis del Clausura 2020 de la Liga de Ascenso, partido que se realizó el 28 de febrero de 2020, y que concluyó con empate a cero frente a Venados Fútbol Club. Dicho torneo fue suspendido y después finalizado a causa de la pandemia por COVID-19; además en el lapso de la suspensión, el circuito de ascenso fue desaparecido.
En este inmueble además del campeonato de liga del Apertura 2007, obtuvo la Concacaf Liga Campeones 2008-09. También perdió las finales de la Copa México Clausura 2013 con Cruz Azul y la del Torneo Apertura 2015 Liga de Ascenso con FC Juárez.

### Estadio Agustín "Coruco" Díaz
Estadio ubicado en la ciudad de Zacatepec en el estado de Morelos en México, tiene capacidad para 24,313 espectadores sentados lo que lo coloca como el estadio más grande de Morelos. El estadio fue reconstruido en 2014.
El 6 de diciembre de 2024 la directiva del Atlante anunció su mudanza a este estadio, el cual es la nueva casa del equipo azulgrana desde el Torneo Clausura 2025.

### Cronología Estadios
| 1947-1957 | Ciudad de los Deportes | Distrito Federal |
| 1957-1966 | Olímpico Universitario | Distrito Federal |
| 1966-1983 | Estadio Azteca         | Distrito Federal |
| 1983-1989 | Estadio Azulgrana      | Distrito Federal |
| 1989-1990 | Corregidora            | Querétaro        |
| 1990-1996 | Estadio Azulgrana      | Distrito Federal |
| 1996-2000 | Estadio Azteca         | Distrito Federal |
| 2000-2002 | Estadio Azul           | Distrito Federal |
| 2002-2003 | Estadio UT Neza        | Nezahualcóyotl   |
| 2004-2007 | Estadio Azteca         | Distrito Federal |
| 2007-2020 | Andrés Quintana Roo    | Cancún           |
| 2020-2024 | Ciudad de los Deportes | Ciudad de México |
| 2025-     | Agustín "Coruco" Díaz  | Zacatepec        |

## Símbolos

### Escudo

La heráldica de Atlante ha sufrido cambios mínimos a lo largo de la historia, el logo de los azulgranas está conformado de la siguiente manera, describiéndolo de manera textual:
El contorno es como el de un escudo de armas clásico, consta de 3 naves, la nave superior contiene el nombre del club (Atlante), su grosor va de mayor a menor de izquierda a derecha. La segunda nave contiene los colores de la bandera de México, y la nave más grande, misma que se encuentra abajo de las anteriores, presenta los colores azul y grana en el orden que se presenta habitualmente en la playera tradicional, además de las siglas FC, mismas que significan Fútbol Club.
La mayor variante histórica que presentó el escudo fue en la época que fue propiedad del IMSS (1978-1984), sin embargo se volvió al escudo de siempre, presentando cambios demasiado ligeros en algunos rasgos, pero en términos generales, Atlante es un club cuya tradición de sus escudo ha mantenido prácticamente intacta a lo largo de casi cien años de historia.
En el año 1997 el club decidido agregar las estrellas que representan las ligas ganadas por la institución en la era profesional, que actualmente son 3.
En el 2015 se le agregó un contorno dorado, del mismo tono que las 3 estrellas de arriba.
En 2022 se le coloca el año de fundación (1916), en la parte inferior.

### Sobrenombres
- Prietitos:  El mote de los "Prietitos",  fue el primer sobrenombre con el cual se le conoció popularmente al equipo atlantista, ya que el tono de piel de la mayoría de sus integrantes, mismos que eran de origen humilde, era tez morena. En la década de 1930 es cuando se arraigó más este sobrenombre, debido a la diferencia notable en esa característica física con sus rivales de origen español (Asturias y España) y de clase acomodada (América).

- Azulgranas: El más simple de los motes de este club, ya que se debe al color de su tradicional uniforme, azul y rojo (grana).

- El equipo del Pueblo: Este sobrenombre tan significativo surge a raíz del origen del equipo (clase obrera), y la popularidad del club entre las masas capitalinas, además debido a la identidad que proyectaba el equipo con la mayoría de aficionados en Ciudad de México.

- Potros de Hierro: Este apodo surge en la década de 1940, gracias a que un comentarista de la época, al narrar los juegos del Atlante, mencionaba que era "un equipo muy intenso que se desboca hacia el frente, además de jugar aún mejor en campos llenos de lodo".

### Himno
En 1996 al caer en poder de Alejandro Burillo, el nuevo propietario del Atlante FC, se compone el himno oficial del club:
| «Atlante, adelante Atlante... galopando al frente van... con fuerza y con valor... dispuestos a ganar.» |

| Coro: Potros...Potros...Potros... Atlante, adelante Atlante... galopando al frente van... con fuerza y con valor... dispuestos a ganar. |
| Coro: Potros...Potros...Potros... Atlante, adelante Atlante... galopando al frente van... con fuerza y con valor... dispuestos a ganar. |

## Uniforme
Desde su fundación en 1918, la piel atlantista siempre ha tenido los colores azulgranas, con rayas verticales, solamente han variado los tonos y el grosor de las franjas, la variante más significativa han sido las medias blancas, mismas que se empezaron a utilizar en la década de los 80 y 90. Posteriormente se volvió a las tradicionales medias azules.
En 2014 la marca Kappa vistió al equipo con un diseño que alteraba por completo el concepto del uniforme, alterando la orientación de las líneas azulgranas, para ponerlas de manera horizontal, dicha variante ha sido motivo de polémica.
| (Ver evolución) | Clausura 2015 |

### Uniformes actuales
- Uniforme local: Camisa granate con franjas azules, pantalón azul y medias azules.
- Uniforme visitante: Camisa blanca con mangas una franja superior granate y detalles azules, pantalón y medias blancas con detalles en granate.
- Uniforme alternativo: Camiseta, pantalón y mangas azules.

| Primer Uniforme | Segundo Uniforme | Tercer Uniforme |

### Uniformes anteriores
| 2021-2022       | 2021-2022        | 2021-2022        | 2021-2022 | 2021-2022 | 2021-2022 | 2021-2022 | 2021-2022 | 2021-2022 | 2021-2022 | 2021-2022 | 2021-2022 |
| --------------- | ---------------- | ---------------- | --------- | --------- | --------- | --------- | --------- | --------- | --------- | --------- | --------- |
| Primer Uniforme | Segundo Uniforme |                  |           |           |           |           |           |           |           |           |           |
| 2020-2021       |                  |                  |           |           |           |           |           |           |           |           |           |
| Primer Uniforme | Segundo Uniforme | Tercer Uniforme  |           |           |           |           |           |           |           |           |           |
| 2019-2020       |                  |                  |           |           |           |           |           |           |           |           |           |
| Primer Uniforme | Segundo Uniforme | Tercer Uniforme  |           |           |           |           |           |           |           |           |           |
| 2018-2019       |                  |                  |           |           |           |           |           |           |           |           |           |
| Primer Uniforme | Segundo Uniforme | Tercer Uniforme  |           |           |           |           |           |           |           |           |           |
| 2017-2018       |                  |                  |           |           |           |           |           |           |           |           |           |
| Primer Uniforme | Segundo Uniforme | Tercer Uniforme  |           |           |           |           |           |           |           |           |           |
| 2016-2017       |                  |                  |           |           |           |           |           |           |           |           |           |
| Primer Uniforme | Segundo Uniforme | Tercer Uniforme  |           |           |           |           |           |           |           |           |           |
| 2015-2016       |                  |                  |           |           |           |           |           |           |           |           |           |
| Primer Uniforme | Segundo Uniforme | Tercer Uniforme  |           |           |           |           |           |           |           |           |           |
| 2014-2015       |                  |                  |           |           |           |           |           |           |           |           |           |
| Primer Uniforme | Segundo Uniforme | Tercer Uniforme  |           |           |           |           |           |           |           |           |           |
| 2013-2014       |                  |                  |           |           |           |           |           |           |           |           |           |
| Primer Uniforme | Segundo Uniforme |                  |           |           |           |           |           |           |           |           |           |
| 2012-2013       |                  |                  |           |           |           |           |           |           |           |           |           |
| Primer Uniforme | Segundo Uniforme | Segundo Uniforme |           |           |           |           |           |           |           |           |           |

### Patrocinadores actuales
A continuación se muestra la lista de patrocinadores actuales del club (Temporada 2025-26):
Proveedor:
- Keuka

Patrocinador principal:
- Caliente

Otros:
- Almanta
- Electrolit
- Kosako
- Mediotiempo
- Megacable
- Corona
- Hi Sports
- Grand Outlet Cuernavaca

### Proveedores y patrocinador
| Período   | Proveedor | Patrocinador               |
| --------- | --------- | -------------------------- |
| 1980–1984 | Estrella  | Ninguno                    |
| 1984–1987 | Adidas    | Ninguno                    |
| 1987–1988 | Garcis    | Mylsa                      |
| 1988-1989 | Garcis    | Toks                       |
| 1989-1991 | Garcis    | Garcis                     |
| 1991-1992 | Garcis    | Toks                       |
| 1992-1996 | Garcis    | Peñafiel                   |
| 1996-1998 | Garcis    | DeWalt                     |
| 1999      | Garcis    | Pepsi                      |
| 1999      | Garcis    | Aerolíneas Internacionales |
| 2000-2004 | Garcis    | Grupo Pegaso               |
| 2005      | Garcis    | Toyota                     |
| 2006      | Garcis    | Miami Life                 |
| 2007      | Garcis    | Vavito                     |
| 2007-2009 | Garcis    | Cancún                     |
| 2009-10   | Atlética  | Cancún                     |
| 2010      | Kelme     | Cancún                     |
| 2011-12   | Garcis    | Cancún                     |
| 2013      | Kappa     | Cancún                     |
| 2014      | Joma      | Cancún                     |
| 2015-2019 | Kappa     | Cancún                     |
| 2019-2020 | Uin       | Cancún                     |
| 2020-2022 | Uin       | BetCris                    |
| 2022-2023 | Keuka     | BetCris                    |
| 2023-     | Joma      | BetCris                    |

## Jugadores

### Altas y bajas: Apertura 2025
| Altas            | Altas         | Altas                    | Altas    |
| Jugador          | Posición      | Procedencia              | Tipo     |
| ---------------- | ------------- | ------------------------ | -------- |
| Gabino Espinoza  | Portero       | Celaya F.C.              | Traspaso |
| Roberto Barragán | Portero       | Atlas F.C.               | ?        |
| Nico Carrera     | Defensa       | Deportivo Toluca F.C.    | ?        |
| Mateo Rodríguez  | Defensa       | Cornell Big Red          | Libre    |
| Junior Huerto    | Defensa       | Club Unión Santo Domingo | Libre    |
| Luis Basulto     | Defensa       | C.F. Monterrey           | ?        |
| Axl Padilla      | Defensa       | Cancún F.C.              | Traspaso |
| Marco García     | Mediocampista | Venados F.C.             | Traspaso |
| Jonathan Tovar   | Mediocampista | Celaya F.C.              | Libre    |
| Rodrigo Ramos    | Mediocampista | Tigres UANL              | Libre    |
| Víctor Estrada   | Mediocampista | C.F. Cruz Azul           | ?        |
| Allan Wlk        | Delantero     | Club Olimpia             | Préstamo |
| Rubén Coubert    | Delantero     | Petroleros de Salamanca  | Traspaso |
| Samuel González  | Delantero     | Club Puebla              | ?        |
| Luis Calzadilla  | Delantero     | C.F. Pachuca             | ?        |

| Bajas              | Bajas         | Bajas          | Bajas           |
| Jugador            | Posición      | Destino        | Tipo            |
| ------------------ | ------------- | -------------- | --------------- |
| Nicolás Forastiero | Portero       | Bandera de ?   | Fin de contrato |
| Víctor Mendoza     | Portero       | Tlaxcala F.C.  | Fin de contrato |
| Alfredo Cabañas    | Portero       | Bandera de ?   | Fin de contrato |
| Elbis Sousa        | Defensa       | C.D. Irapuato  | Fin de contrato |
| Pedro Martínez     | Defensa       | C.F. Pachuca   | Fin de préstamo |
| Agustín Wences     | Defensa       | Bandera de ?   | Fin de contrato |
| Carlos Villanueva  | Defensa       | Querétaro F.C. | Traspaso        |
| Paul Galván        | Mediocampista | Venados F.C.   | Fin de contrato |
| Rodrigo de Dios    | Mediocampista | Bandera de ?   | Fin de contrato |
| Santiago Márquez   | Mediocampista | Bandera de ?   | Retiro          |
| Vladimir Moragrega | Delantero     | C.D. Tapatío   | Traspaso        |

## Datos del club
- Temporadas en Primera División: 104 (1927/1976), (1977/1990) y (1991/2014)

- Temporadas en 2.ª División - Liga de Ascenso: 14 (1976/1977), (1990/1991) y (2014/2020)

- Temporadas en Liga de Expansión MX: 10 (2020- )

- Liguillas por el título Primera División: 23

- Finales por el título Primera División: 3 (1981-82, 1992-93, Apertura 2007)

- Superlideratos Primera División: 6 (1931-32, 1940-41, 1946-47, 1981-82, 1991-92, Invierno 1996)

- Descensos a 2.ª División - Liga de Ascenso: 4

- Participaciones en torneos internacionales: 5
  - Copa de Campeones de la CONCACAF/Liga Campeones CONCACAF (4): 1983, 1994, 2008 y 2008-09
  - Copa Mundial de Clubes de la FIFA (1): (2009)

## Palmarés

### Época amateur
| Títulos nacionales       | Títulos           | Subcampeonatos                      |
| ------------------------ | ----------------- | ----------------------------------- |
| Liga Mayor (2/4)         | 1931-32, 1940-41. | 1932-33, 1936-37, 1941-42, 1942-43. |
| Copa México (1)          | 1941-42.          |                                     |
| Campeón de Campeones (1) | 1941-42.          |                                     |

### Época profesional
| Títulos nacionales                      | Títulos                                      | Subcampeonatos                                              |
| --------------------------------------- | -------------------------------------------- | ----------------------------------------------------------- |
| Primera División / Liga MX (3/4)        | 1946-47, 1992-93, Apertura 2007.             | 1945-46, 1949-50, 1950-51, 1981-82.                         |
| Copa México (2/6)                       | 1950-51, 1951-52.                            | 1942-43, 1943-44, 1945-46, 1948-49, 1962-63, Clausura 2013. |
| Campeón de Campeones (1/2)              | 1951-52.                                     | 1946-47, 1950-51.                                           |
| Segunda División (2/0)                  | 1976-77, 1990-91.                            |                                                             |
| Liga de Ascenso de México (0/2)         |                                              | Apertura 2015, Apertura 2016.                               |
| Expansión MX (3/2)                      | Apertura 2021, Apertura 2022, Clausura 2024. | Guard1anes 2020, Apertura 2023.                             |
| Campeón de Campeones Expansión MX (1/2) | 2021-22                                      | 2022-23, 2023-24                                            |

| Competición internacional              | Títulos        | Subcampeonatos |
| -------------------------------------- | -------------- | -------------- |
| Liga de Campeones de la Concacaf (2/1) | 1983, 2008-09. | 1994.          |

## Goleadores

### Campeones de Goleo
| Temporada         | Nombre                        | Goles |
| ----------------- | ----------------------------- | ----- |
| 1928-29           | Dionisio Mejia                | 12    |
| 1939-40           | Alberto Mendoza               | 15    |
| 1940-41           | Martí Ventolrà                | 17    |
| 1967-68           | Bernardo Hernández "Manolete" | 19    |
| 1979-80           | Evanivaldo Castro "Cabinho"   | 30    |
| 1980-81           | Evanivaldo Castro "Cabinho"   | 29    |
| 1981-82           | Evanivaldo Castro "Cabinho"   | 32    |
| Invierno 1997     | Luis García                   | 12    |
| Apertura 2003     | Luis Gabriel Rey              | 15    |
| Bicentenario 2010 | Johan Fano                    | 10    |
| Apertura 2012     | Esteban Paredes               | 11    |
| Apertura 2014     | Giancarlo Maldonado           | 10    |
| Apertura 2015     | Carlos Garcés                 | 11    |
| Guard1anes 2020*  | Lizandro Echeverría           | 7     |
| Apertura 2024     | Vladimir Moragrega            | 11    |

     Liga de Ascenso Mx
     Liga de Expansión Mx
- El título de goleo 2020 lo comparte con Guillermo Martínez, Alberto Alvarado y Gustavo Ramírez.

### Top histórico de goleadores (Torneos de liga)
| Pos. | Nombre                      | Etapas                           | Goles |
| ---- | --------------------------- | -------------------------------- | ----- |
| 1    | Horacio Casarin             | 1942 - 1948 / 1953 - 1955        | 111   |
| 2    | Evanivaldo Castro "Cabinho" | 1979 - 1982                      | 108   |
| 3    | Luis Miguel Salvador        | 1989 - 1994                      | 81    |
| 4    | Sebastián González          | 2003 - 2005                      | 72    |
| 5    | Bernardo Hernández          | 1961 - 1973                      | 71    |
| 6    | Norberto Boggio             | 1963 - 1971                      | 68    |
| 7    | Giancarlo Maldonado         | 2007 - 2009 / 2011 / 2014 - 2015 | 55    |
| 8    | Luis Gabriel Rey            | 2003 - 2005 / 2008 -2009         | 53    |
| 9    | Eduardo Moses               | 1979 - 1989                      | 47    |
| 10   | Daniel Guzmán               | 1991 - 1993                      | 41    |

## Listas históricas

### Jugadores históricos
| - Juan "Trompo" Carreño - Felipe "Diente" Rosas - Manuel "Chaquetas" Rosas - Dionisio "Nicho" Mejia - Martín Vantolra - Horacio Casarín - Fello Meza - Norberto Boggio - Bernardo "Manolete" Hernández - Ernesto "Teto" Cisneros | - Rafael "Wama" Puente - Orlando Medina - Rafael Ávalos - Ricardo La Volpe - Evanivaldo Castro "Cabinho" - Eduardo Moses - Félix Fernández - Luis Miguel Salvador - Marcos Rivas - Saturnino Martínez | - Federico Vilar - Giancarlo Maldonado - Johan Fano - Esteban Paredes - Daniel Guzmán - Luis García - Sebastián "Chamagol" González - Luis Gabriel Rey |

### Propietarios
| Nombre                            | Desde | Hasta[actualizar] |
| --------------------------------- | ----- | ----------------- |
| José Manuel Núñez                 | 1936  | 1966              |
| Fernando González                 | 1966  | 1978              |
| IMSS                              | 1978  | 1984              |
| Departamento del Distrito Federal | 1984  | 1987              |
| José Antonio García               | 1987  | 1996              |
| Alejandro Burillo Azcárraga       | 1996  | 2018              |
| Manuel Velarde y Greg Taylor      | 2018  | 2020              |
| Emilio Escalante                  | 2020  | Actualidad        |

### Presidentes
| Nombre                       | Desde | Hasta      |
| ---------------------------- | ----- | ---------- |
| Roque Plata                  | 1917  | 1920       |
| José Inés De la Mora         | 1920  | 1929       |
| Jesús Salgado                | 1929  | 1938       |
| Guillermo Aguilar Álvarez    | 1938  | 1942       |
| José Manuel Núñez            | 1942  | 1966       |
| Fernando González            | 1966  | 1979       |
| Arsenio Farell Cubillas      | 1979  | 1984       |
| Ramón Aguirre                | 1984  | 1987       |
| José Antonio García          | 1987  | 1996       |
| Hugo Kiese                   | 1996  | 1998       |
| José Antonio García          | 1998  | 2013       |
| Miguel Ángel Couchonal       | 2013  | 2014       |
| Eduardo Braun Burillo        | 2014  | 2017       |
| Luis Cámara Patrón           | 2017  | 2017       |
| José Gabriel Gutiérrez Lavin | 2017  | 2019       |
| Gabriel Solares              | 2019  | 2020       |
| Emilio Escalante             | 2020  | Actualidad |

 Títulos por Presidente 
| Presidente                | Títulos | Primera División / Liga MX | Copa México / Copa MX | Campeón de Campeones | CONCACAF | Segunda División | Liga Expansión MX                           | C. de Campeones (Expansión MX) |
| ------------------------- | ------- | -------------------------- | --------------------- | -------------------- | -------- | ---------------- | ------------------------------------------- | ------------------------------ |
| José Manuel Nuñez         | 4       | 1946-47                    | 1950-51 y 1951-52     | 1951-52              |          |                  |                                             |                                |
| José Antonio García       | 4       | 1992-93 y Apertura 2007    |                       |                      | 2009     | 1990-91          |                                             |                                |
| Emilio Escalante          | 4       |                            |                       |                      |          |                  | Apertura 2021, Apertura 2022, Clausura 2024 | 2021-22                        |
| Guillermo Aguilar Álvarez | 3       | 1940-41                    | 1941-42               | 1941-42              |          |                  |                                             |                                |
| Jesús Salgado             | 1       | 1931-32                    |                       |                      |          |                  |                                             |                                |
| Arsenio Farell Cubillas   | 1       |                            |                       |                      | 1983     |                  |                                             |                                |
| Fernando González         | 1       |                            |                       |                      |          | 1976-77          |                                             |                                |

### Entrenadores
| Nombre                            |  | De   | A    |
| --------------------------------- |  | ---- | ---- |
| Luis Grocz                        |  | 1940 | 1945 |
| Julio Biro                        |  | 1945 | 1946 |
| Luis Grocz                        |  | 1946 | 1947 |
| Octavio Vial                      |  | 1950 | 1951 |
| Gregorio Blasco                   |  | 1951 | 1952 |
| Horacio Casarin                   |  | 1953 | 1955 |
| Ángel Papadópulos                 |  | 1955 | 1957 |
| Gaspar Rubio                      |  | 1957 | 1958 |
| Walter Ormeño                     |  | 1964 | 1966 |
| Dagoberto Moll                    |  | 1968 | 1970 |
| Ángel Zubieta                     |  | 1970 | 1971 |
| Dagoberto Moll                    |  | 1971 | 1972 |
| Luis Alvarado                     |  | 1974 | 1975 |
| Carlos Cavagnaro                  |  | 1975 | 1975 |
| Carlos Iturralde / Dagoberto Moll |  | 1975 | 1976 |
| José Gómez                        |  | 1976 | 1978 |
| Árpád Fekete                      |  | 1978 | 1979 |
| Ernesto Cisneros                  |  | 1979 | 1980 |
| Juan Carlos Lorenzo               |  | 1980 | 1981 |
| Horacio Casarin                   |  | 1981 | 1983 |
| Ignacio Trelles                   |  | 1983 | 1985 |
| José Antonio Roca García          |  | 1985 | 1987 |
| Edelmiro Arnauda                  |  | 1987 | 1987 |
| Manuel Lapuente                   |  | 1987 | 1988 |
| Arturo Vázquez Ayala*             |  | 1988 | 1988 |
| Ricardo La Volpe / Rafael Puente  |  | 1988 | 1989 |
| Rafael Puente                     |  | 1989 | 1990 |
| Carlos Rodríguez                  |  | 1990 | 1990 |
| Gilberto Guzmán                   |  | 1990 | 1991 |
| Luis Manuel Torres                |  | 1991 | 1991 |
| Ricardo La Volpe                  |  | 1991 | 1996 |
| Javier Aguirre                    |  | 1996 | 1996 |
| Miguel Mejía Barón                |  | 1996 | 1998 |
| Arturo Vázquez Ayala*             |  | 1998 | 1998 |
| Ángel Cappa                       |  | 1999 | 1999 |
| Zlatko Petricevic                 |  | 2000 | 2000 |
| Eduardo Rergis                    |  | 2000 | 2000 |
| Roberto Marcos Saporiti           |  | 2000 | 2000 |
| Manuel Lapuente                   |  | 2001 | 2001 |
| Carlos Reinoso                    |  | 2001 | 2002 |
| Miguel Herrera                    |  | 2002 | 2004 |
| José Guadalupe Cruz               |  | 2004 | 2005 |
| Sergio Bueno                      |  | 2005 | 2005 |
| René Isidoro García               |  | 2006 | 2006 |
| José Guadalupe Cruz               |  | 2007 | 2010 |
| René Isidoro García               |  | 2010 | 2010 |
| Eduardo Bacas                     |  | 2010 | 2010 |
| Miguel Herrera                    |  | 2011 | 2011 |
| Ricardo La Volpe                  |  | 2012 | 2012 |
| Daniel Guzmán Castañeda           |  | 2013 | 2013 |
| Wilson Graniolatti                |  | 2013 | 2013 |
| Rubén Israel                      |  | 2013 | 2013 |
| Pablo Marini                      |  | 2014 | 2014 |
| Gabriel Pereyra / Gaston Obledo   |  | 2014 | 2015 |
| Wilson Graniolatti                |  | 2015 | 2015 |
| Eduardo Fentanes                  |  | 2015 | 2017 |
| Raúl Gutiérrez                    |  | 2017 | 2017 |
| Eduardo Rergis*                   |  | 2017 | 2017 |
| Sergio Bueno                      |  | 2017 | 2018 |
| Gabriel Pereyra                   |  | 2018 | 2019 |
| Álex Diego                        |  | 2019 | 2020 |
| Mario García Covalles             |  | 2020 | 2023 |
| Daniel Alcántar "Borita"          |  | 2024 |      |

- Interino

### Títulos por entrenador
| Entrenador            | Títulos | Torneo de Liga   | Copa México | C. de Campeones | CONCACAF | 2.ª División | Liga de Expansión            | C. de Campeones (Expansión) |
| --------------------- | ------- | ---------------- | ----------- | --------------- | -------- | ------------ | ---------------------------- | --------------------------- |
| Luis Grocz            | 4       | 1940-41, 1946-47 | 1941-42     | 1941-42         |          |              |                              |                             |
| Mario García Covalles | 3       |                  |             |                 |          |              | Apertura 2021, Apertura 2022 | 2021-22                     |
| José Guadalupe Cruz   | 2       | Apertura 2007    |             |                 | 2008-09  |              |                              |                             |
| Gregorio Blasco       | 2       |                  | 1951-52     | 1951-52         |          |              |                              |                             |
| Miguel Tovar Mariscal | 1       | 1931-32          |             |                 |          |              |                              |                             |
| Ricardo La Volpe      | 1       | 1992-93          |             |                 |          |              |                              |                             |
| Ignacio Trelles       | 1       |                  |             |                 | 1983     |              |                              |                             |
| Octavio Vial          | 1       |                  | 1950-51     |                 |          |              |                              |                             |
| José Gómez            | 1       |                  |             |                 |          | 1976-77      |                              |                             |
| Gilberto Guzmán       | 1       |                  |             |                 |          | 1990-91      |                              |                             |
| Daniel Alcántar       | 1       |                  |             |                 |          |              | Clausura 2024                |                             |